# Francisco Polti Santillán
Francisco Polti Santillán (* 17. November 1938 in Santiago del Estero, Argentinien) ist emeritierter Bischof von Santiago del Estero. 

## Leben
Francisco Polti Santillán trat dem Opus Dei bei und empfing am 11. August 1963 die Priesterweihe.
Papst Johannes Paul II. ernannte ihn am 13. Juli 1994 zum Bischof von Santo Tomé. Die Bischofsweihe spendete ihm der Erzbischof von Buenos Aires, Antonio Kardinal Quarracino, am 22. August desselben Jahres; Mitkonsekratoren waren Edgardo Gabriel Storni, Erzbischof von Santa Fe de la Vera Cruz, Fortunato Antonio Rossi, emeritierter Erzbischof von Corrientes, Domingo Salvador Castagna, Erzbischof von Corrientes, und Alfonso Delgado Evers, Bischof von Posadas. 
Papst Benedikt XVI. ernannte ihn am 17. Mai 2006 zum Bischof von Santiago del Estero; die feierliche Amtseinführung (Inthronisation) fand am 22. Juli desselben Jahres statt.
Papst Franziskus nahm am 23. Dezember 2013 sein altersbedingtes Rücktrittsgesuch an.